# The Way Of Harmony
„The Way Of Harmony“ е български игрален филм от 2001 година на режисьора Стефан Командарев.

## Състав
Не е налична информация за актьорския състав.